# Mathias Engström
Mathias Engström, född 1725, död 4 april 1804, var en svensk möbelsnickare.
Mathias Engström var ämbetsmästare i Stockholm 24 november 1758 – 1797. Han lärde hos ämbetsmästaren Erik Bergström 16 oktober 1741 – 10 oktober 1745. Han var lådgesäll efter Carl Schalin 1754. Engström gifte sig 1758 med Ulrica Nyman (död 1772) och gifte om sig med Maria Elisabeth Bromander (död 1809).
Hans mästerstyckeritning var daterad 19 april 1758 och visar ett valnötsskåp med runda hörn och spelbord i rokokoform. Engström utförde sitt arbete med möblerna på Johan Hindrich Remmers verkstad med Johan Behrens och Lars Norberg som skådemästare. Han erhöll sitt burskap som borgare 13 maj 1762 och var ålderman 30 april 1779 till 5 november 1790. Engström var kapten vid Borgerskapets infanteri. Han sade upp burskapet 29 juni 1797.
Under sin verksamhet hade Mathias Engström 39 lärlingar inskrivna, med lärotider mellan 4 och 6 år. Av dessa lärlingar blev 27 gesäller. Mellan 1767 och 1771 utförde Mathias Engström 11 rokokobyråar för export.

## Mathias Engströms sekretärer och byråar
Rokokobyråarna som Mathias Engström snickrade har balusterformat mittparti på fronten. Där är intarsian utförd med stora rutor av amarant. Friserna och liknande fanerar Engström på sina rokokomöbler ofta med kraftigt randiga plommonfaner, som ibland har det randiga mönstret förstärkt med insättningar av mörkare faner.
På Engströms byråar finner man i övriga partier faner av varierande slag som jakaranda, amarant, valnötsträ, plommonträ, alm, samt lönn eller citronträ i ådror. Engström fanerade ofta sina gustavianska möbler i de stora fälten med valnötsträ, samt friserna med amarant och jakaranda. Byråarna brukar ha skivor av till exempel grå, gråbrun eller brun kalksten. Mathias Engströms byråar är signerade och har ämbetsstämpel.
Lambrekängformerna på Engströms rokokobyråar har varierande utseende vid nedre frontlinjen. Konturerna på rokokomöblernas nedre frontlinjer bildar ofta lambrekängformer, lambrekängen var en slags kantbård. Ursprungligen var en lambrekäng ett hjälmkläde. Det var ett flikigt kläde, som satt på medeltida hjälmar. Lambrekäng har senare också kommit att beteckna en uddig kappa över ett fönster, en sänghimmel eller liknande. Stockholmsmästarna utformade dessa lambrekängdetaljer individuellt på sina möbler. Lambrekängformernas linjer är ganska likartade på möbler från tidig rokoko från olika mästare, men lambrekängformerna blir innehållsrikare och mer individuellt utförda av mästarna när rokokomöblerna blir med utvecklade. Man kan då också lättare ana vilken mästare som tillverkat möbeln.